# Moszna-Kolonia
Moszna-Kolonia – kolonia w Polsce położona w województwie lubelskim, w powiecie lubelskim, w gminie Jastków.
W latach 1975–1998 miejscowość administracyjnie należała do ówczesnego województwa lubelskiego.
Miejscowość stanowi sołectwo gminy Jastków. Według Narodowego Spisu Powszechnego z roku 2011 kolonia liczyła 180 mieszkańców.